# Gentiana aperta
Gentiana aperta är en gentianaväxtart som beskrevs av Carl Maximowicz. Gentiana aperta ingår i släktet gentianor, och familjen gentianaväxter. Utöver nominatformen finns också underarten G. a. aureopunctata.